# ABC 80
O ABC 80 (Advanced BASIC Computer 80) foi um computador doméstico projetado pela empresa sueca Dataindustrier AB (DIAB) e fabricado pela Luxor AB em Motala, Suécia entre fins dos anos 1970 (o primeiro modelo foi lançado em agosto de 1978) e início dos anos 1980.
O ABC 80 também foi fabricado sob licença como BRG ABC80 pela Budapesti Rádiótechnikai Gyár da Hungria. Usava o mesmo teclado, mas o gabinete era de metal, em vez de plástico.

## Descrição
O ABC 80 era equipado com uma UCP Zilog Z80 rodando a 3,00 MHz, 16 KiB de RAM e 16 KiB de ROM, contendo um interpretador BASIC. A máquina possuía um chip de som SN76477 conectado a uma porta de saída de 8 bits, mas não havia nenhum modo de controlar os recursos do chip, de modo que o som estava limitado a 256 efeitos sonoros fixos. O monitor era um televisor preto-e-branco modificado para este fim (uma escolha óbvia, visto que a Luxor também fabricava TVs).

## Popularidade
O ABC 80 fez muito sucesso na Suécia e conquistou uma grande fatia do crescente mercado de computadores pessoais graças aos seus aplicativos para escritório em sueco. Embora os fãs do ABC 80 pudessem defender a máquina referindo-se ao seu BASIC de boa qualidade e seu útil barramento de expansão, não puderam defender o mercado doméstico contra a invasão dos computadores domésticos com gráficos em cores e som aperfeiçoado, que começaram a chegar no início dos anos 1980, mesmo tendo sido lançada uma versão mais barata que podia utilizar um televisor comum em vez do monitor dedicado.
A Luxor reteve sua participação no mercado corporativo ainda por mais dois anos, através da série ABC 800, a qual tinha mais memória e gráficos em "alta resolução". Em 1985, a empresa ainda tentou competir no mercado corporativo contra o IBM PC através do malfadado ABC 1600 e da série ABC 9000 de computadores UNIX, mas não obteve sucesso.

## Características
- Memória:
  - ROM: 16 KiB
  - RAM: 16-32 KiB
- Teclado: mecânico com 55 teclas, incorporado ao gabinete
- Display: monocromático
  - 40×24 (texto)
  - Baixa resolução: 78×75
- Som: alto-falante embutido, um canal
- Expansão:
  - 1 porta de expansão
- Portas:
  - 1 saída para monitor de vídeo
  - 1 porta V24
  - 1 porta RS-232
- Armazenamento:
  - Gravador de cassete
  - Drives de 5" 1/4 (até duas unidades, opcional)